# اندرو داوسون
اندرو داوسون (۱۶ ژوئیه ۱۸۶۳–۲۰ ژوئیه ۱۹۱۰)، معمولاً با نام اندرسون داوسون، سیاستمدار استرالیایی، نخست‌وزیر کوئینزلند برای یک هفته (۱–۷ دسامبر) در سال ۱۸۹۹ بود. این نخست‌وزیری کوتاه مدت، اولین دولت حزب کارگر استرالیا و اولین وزارت کار پارلمانی در سراسر جهان بود.

## اوایل زندگی
داوسون در ۱۶ ژوئیه ۱۸۶۳ در راکهمپتون، کوئینزلند، فرزند اندرسون داوسون و همسرش جین به دنیا آمد. وقتی شش ساله بود، مادرش در آتش‌سوزی جان باخت و داوسون را در یتیم خانه دیامانتینا در بریزبن گذاشتند. سپس عمه او، مری آن پارک، داوسون را پس گرفت و او را برای زندگی با خانواده اش در ردبنک برد. او بعدها با خانواده به گیمپی نقل مکان کرد. او کار خود را به عنوان معدنچی در چارتر تاورز آغاز کرد، در سال ۱۸۸۷ با کارولین رایان، بیوه ایرلندی، ازدواج کرد و بعدها به عنوان اولین رئیس اتحادیه معدنچیان انتخاب شد. داوسون در اصل با مسئله حاکمیت محلی ایرلندی جذب سیاست شد و در سال ۱۸۹۰ با انتشار The Case Stated به عنوان یک جزوه نویس سیاسی ظاهر شد. این جزوه به صورت رایگان در چارتر تاورز، یک سندیکا و یک پایگاه جمهوری خواهان، در دسترس بود. در طول سال ۱۸۹۰، داوسون از نزدیک در اداره انجمن جمهوری‌خواه استرالیا (ARA) شرکت داشت و در فوریه ۱۸۹۱ به عنوان دومین رئیس ARA انتخاب شد. داوسون همچنین رئیس، و سپس سازمان‌دهنده شورای منطقه فدراسیون کار استرالیا (ALF) بود. در طول اعتصاب پشم چین‌های کوئینزلند، او به عنوان رئیس شورای استانی کوئینزلند ALF منصوب شد و در حمایت از سوسیالیسم علنی بود. او روزنامه‌نگاری را آغاز کرد و مدتی سردبیر روزنامه محلی، روزنامه رادیکال The Charters Towers Eagle بود. او همچنین به عضویت شورای محلی در چارتر تاورز انتخاب شد.

## سیاست استعماری

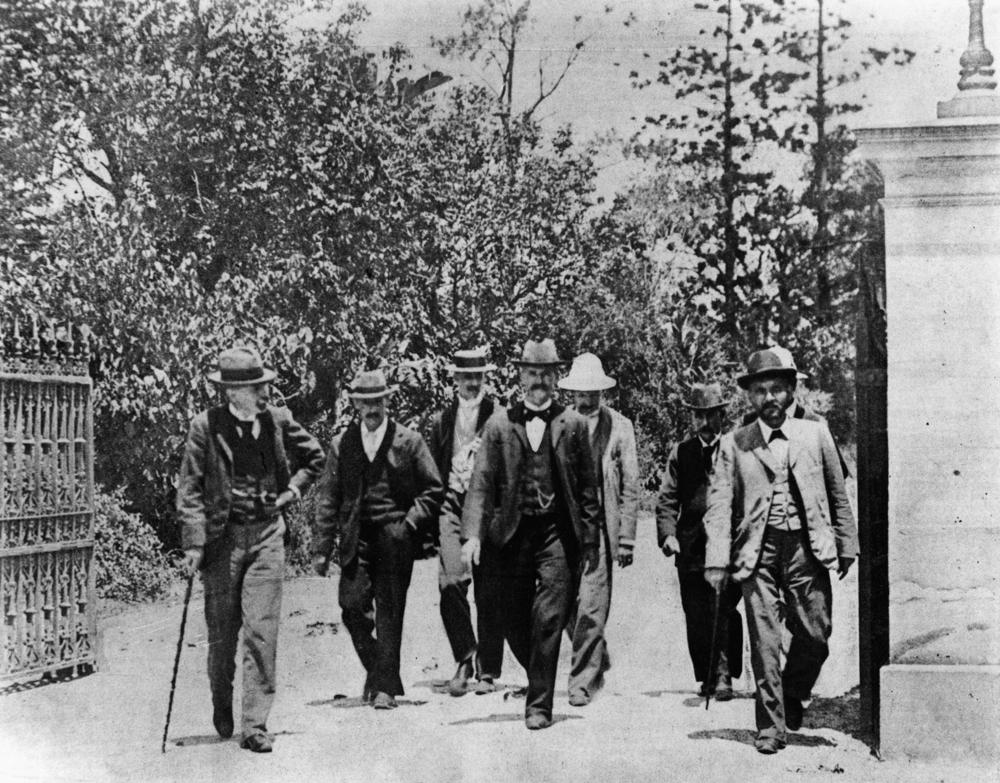
وزارت داوسون پس از ادای سوگند ، مجلس پارلمان در بریزبن را ترک کرد

داوسون در انتخابات ۱۸۹۳ به عنوان یکی از دو کاندیدای حزب کارگر برای چارتر تاورز در مجلس قانونگذاری کوئینزلند وارد سیاست شد. او این کرسی را به دست آورد و در انتخابات ۱۸۹۶ و ۱۸۹۹ آن را حفظ کرد. داوسون از اقتصاد مارکسیستی الهام گرفت و در فدراسیون سوسیال دموکرات در مورد مارکس و مسائل پیرامون نیروی کار مازاد سخنرانی کرد.
هنگامی که دولت جیمز دیکسون در ۱ دسامبر ۱۸۹۹ استعفا داد داوسون یک وزارتخانه تشکیل داد. اگرچه به محض تشکیل جلسه بعدی مجلس قانونگذاری شکست خورد، با این وجود به اولین دولت سوسیالیستی یا حزب کارگر در جهان تبدیل شد. این کوتاه‌ترین وزارتخانه در بین دولت‌های دیگر در استرالیا است.

## سیاست فدرال
در اولین انتخابات فدرال برای سنا در سال ۱۹۰۱، داوسون در راس حزب کارگر کوئینزلند بازگردانده شد. زمانی که در پارلمان فدرال بود، او به عنوان یک سخنران خوب در نظر گرفته می‌شد، اما با بیماری‌های مداوم همراه با مشکلات مزمن ریوی از زمان شغلش به عنوان معدنچی دست و پنجه نرم می‌کرد، که پس از انتقال خانواده اش از کوئینزلند به آب و هوای سردتر ملبورن بدتر شد. او همچنین با اعتیاد به الکل دست و پنجه نرم کرد و برای دوره‌هایی از مجلس غایب بود و همکارانش را ناامید کرد. : 22–24 
در آوریل ۱۹۰۴، زمانی که کریس واتسون اولین دولت فدرال کارگر را تشکیل داد، داوسون با توجه به موقعیت برجسته اش به عنوان نخست‌وزیر سابق، منصب وزیر دفاع را به دست آورد. او به عنوان وزیر دفاع، با ادوارد هاتون، افسر عمومی اشرافی انگلیسی که فرماندهی نیروهای نظامی استرالیا را برعهده داشت، درگیر شد که در برابر پاسخگویی به قوه مجریه مقاومت کرده بود و از سوی وزرای دفاع قبلی به عنوان بی‌احترامی تلقی می‌شد. داوسون یک تجدید ساختار نظامی را پیشنهاد کرد که موقعیت هاتون را حذف کرد، که پس از برکناری دولت واتسون توسط جانشین او اتخاذ شد و در نتیجه هاتون استعفا داد و به انگلستان بازگشت.
در زمان انتخابات ۱۹۰۶، داوسون رابطه ضعیفی با مدیر اجرایی حزب کارگر در ایالت کوئینزلند داشت و در ابتدا به مقام چهارم غیرقابل برنده شدن در سنای کارگر تنزل یافت. در نتیجه نگرانی‌ها در مورد پیامدهای انتخاباتی ناشی از سقوط او، او به مقام سومی که می‌توانست برنده شود، بازگردانده شد، اما دو ماه بعد به‌دلیل بیماری و مشکلات سلامتی استعفا داد. او بعدها نظر خود را تغییر داد، اما مدیران اجرایی از بازگرداندن او به کار خودداری کردند، بنابراین او به عنوان یک مستقل نامزد شد. این حرکت باعث تقسیم آرای حزب کارگر شد و در میان یک انتخابات به‌طور کلی بد برای حزب کارگر در کوئینزلند، کل انتخابات برای آنها شکست خورد. : 158 

## اواخر زندگی

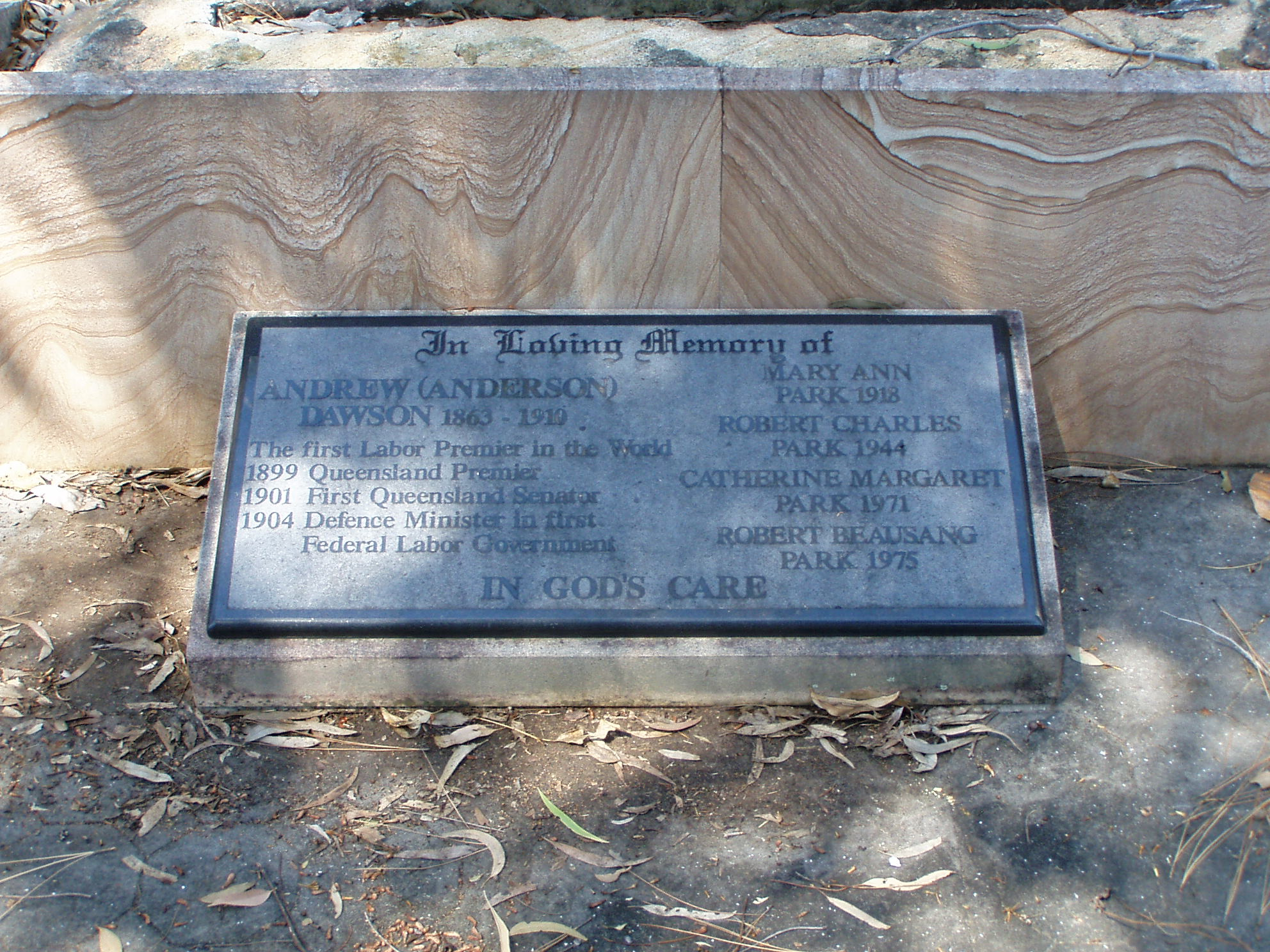
سنگ قبر اندرسون داوسون در قبرستان تووونگ بریزبن.

داوسن نتوانست در ملبورن کار پیدا کند و در سال ۱۹۰۹ به کوئینزلند بازگشت، در حالی که همسر و چهار فرزندش در ملبورن ماندند. : 158 او در ۶ ژوئیه ۱۹۱۰ در بیمارستان عمومی بریزبن بستری شد و انتظار می‌رفت بهبود یابد، اما در ۲۰ ژوئیه ۱۹۱۰ در اثر اعتیاد به الکل درگذشت. گفته می‌شود که بیوه و فرزندان او در مراسم تشییع جنازه او شرکت نکردند. : 165–166 او در ۲۱ ژوئیه ۱۹۱۰ در گورستان تووونگ به خاک سپرده.

## میراث
بخش انتخاباتی فدرال داوسون به نام او نامگذاری شده‌است.